# Langenstein (Stahlberg)
Der Langenstein ist ein Menhir bei Stahlberg im Donnersbergkreis in Rheinland-Pfalz.

## Lage und Beschreibung
Der Langenstein befindet sich in einem Waldgebiet südlich des Ortes Stahlberg am Südhang des gleichnamigen Berges ein Stück unterhalb des Gipfels. Dort markiert er die Grenze zwischen Stahlberg und Katzenbach. Nach einer Beschreibung von 1778 verlief hier zu dieser Zeit die Grenze zwischen der Herrschaft Stolzenberg und dem Amt Rockenhausen. In der Nähe des Steins befinden sich ein Grabhügel und eine versiegelte Quelle.
Der Menhir besteht aus Sandstein. Er hat eine Höhe von 345 cm, eine Breite von 125 cm und eine Tiefe von 95 cm. Er ist pfeilerförmig, verjüngt sich nach oben und läuft in einer rundlichen, dachförmigen Spitze aus. In etwa 1 m Höhe ist er zerbrochen und 1936 wieder zusammengesetzt worden. Hierbei wurde er in einen Zementsockel gesetzt. Fünf Sprenglöcher im oberen Bereich, davon eines direkt unterhalb der Spitze, belegen, dass er ursprünglich höher gewesen sein muss. Auf seiner Oberfläche sind zahlreiche Kreuze, weitere Zeichen und ein stark verwittertes Gesicht in Form einer mittelalterlichen Schreckmaske eingemeißelt. Otto Gödel datiert den Stein in die Römerzeit, da der Zustand seiner Oberfläche auf eine Bearbeitung mit typischen römischen Eisenwerkzeugen des 1. und 2. Jahrhunderts, etwa einem Spitzmeißel oder einem Zweispitz, hindeutet.